# مید اسید
مید اسید (به انگلیسی: Mead acid) با فرمول شیمیایی C20H34O2 یک ترکیب شیمیایی با شناسه پاب‌کم 4227894 است. که جرم مولی آن ۳۰۶٫۴۸۲۷۶ گرم بر مول می‌باشد. 